# سارینا ساعدی
سارینا ساعدی (۱۹ مهر ۱۳۸۶ – ۵ آبان ۱۴۰۱) دختر نوجوان ۱۵ ساله‌ای بود که در جریان خیزش ۱۴۰۱ ایران توسط نیروهای امنیتی جمهوری اسلامی ایران کشته شد.

## کشته‌شدن
بنا به گزارش سازمان حقوق بشری هه‌نگاو، سارینا ساعدی، دختر ۱۶ ساله سنندجی بود که در ۴ آبان ۱۴۰۱ در محله نایسر سنندج در جریان خیزش ۱۴۰۱ ایران بر اثر شدت ضربات متعدد باتون به سرش توسط نیروهای حکومتی، دچار خون‌ریزی مغزی شد و یک روز پس از بستری شدن، در ۵ آبان ۱۴۰۱ در بیمارستان توحید سنندج درگذشت.

## خاک‌سپاری و واکنش‌ها
پیکر سارینا با همراهی دو خودرو از نیروهای امنیتی به آرامستان بهشت محمدی منتقل شده و مراسم خاک‌سپاری سارینا ساعدی در فضایی کاملاً امنیتی و تنها با حضور چند تن از اعضای خانواده‌اش برگزار شد. شمار زیادی از مردم در ۹ آبان ۱۴۰۱ و مراسم هفتمین روز کشته‌شدن سارینا ساعدی در آرامستان بهشت محمدی سنندج شرکت کردند. مردم معترض در کنار آرامگاه سارینا ساعدی، شعارهایی همچون «مرگ بر خامنه‌ای»، «هر یه نفر کشته شه، هزار نفر پشتشه»، «آزادی، آزادی، آزادی» و «شهید نمی‌میرد» دادند. همچنین، سخنران این مراسم سخنرانی گفت: 
«سارینا! تو نمی‌میری؛ تو آتش این انقلاب را شعله‌ورتر کردی؛ تو جهان را بیدار، و دشمن را خار و زبون کردی.»

## تهدید و ادعای حکومت
با اینکه در بیمارستان توحید سنندج به خانواده سارینا ساعدی گفته بودند که دخترشان بر اثر ضربات باتون به سر، دچار خون‌ریزی داخلی شده، نهادهای امنیتی، پدر سارینا هاشم ساعدی را همان شب برای اعتراف اجباری مقابل دوربین صداوسیما می‌گذارند و نیز قبل از آن وی را تهدید می‌کنند که اگر مصاحبه نکند جنازه دخترش را تحویل نخواهند داد.
همچنین، خانواده ساعدی را تهدید کردند که باید دلیل مرگ دخترشان را خودکشی اعلام کنند. ادعایی که دربارهٔ بعضی از کودکان کشته‌شدهٔ دیگر اعتراضات ۱۴۰۱ از طرف جمهوری اسلامی تکرار شده‌است.

یکی از خویشاوندان سارینا دربارهٔ تهدید حکومتی گفت: 
«[خانواده سارینا] وقتی که بدنش را نگاه می‌کنند [می‌بینند که] تمام، سیاه و کبود شده بود از بس که ضرب و شتمش کرده بودند…؛ وقتی نیروهای امنیتی سر می‌رسند موبایل سارینا و پدرش را ضبط می‌کنند و هنوز هم موبایل سارینا را پس نداده‌اند؛ حتی شماره تماس تعدادی از اعضای فامیل - که آنجا بودند - را از آن‌ها می‌گیرند و می‌گویند شماره‌های شما پیش ماست و آن‌ها را شنود می‌کنیم اگر در این رابطه با کسی صحبت کنید بازداشت می‌شوید. آن‌ها را به شدت تهدید می‌کنند؛ به همین خاطر تا چند روز، هیچ‌کس جواب تلفن را نمی‌داد و ترسیده بودند.»

## دستگیری پدر در خرداد ۱۴۰۲
در ۲۴ خرداد ۱۴۰۲ یک منبع نزدیک به خانواده ساعدی از دستگیری هاشم ساعدی، پدر سارینا ساعدی خبر داد. این منبع به گفت که هاشم ساعدی در بازگشت از مزار کشته‌شدگان در بانه به دست مأموران امنیتی بازداشت شده‌است.